# Emphytoecia sutura-alba
Emphytoecia sutura-alba là một loài bọ cánh cứng trong họ Cerambycidae.